# Przelicznik

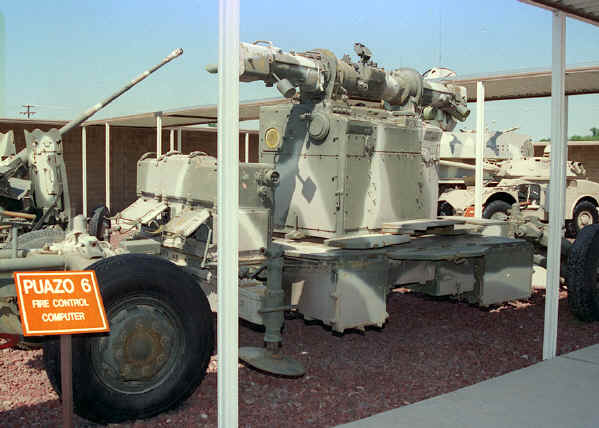
PUAZO-6 – analogowy przelicznik do armat przeciwlotniczych S-60, konstrukcja sowiecka z lat 50. XX w. Sterował całą baterią (najczęściej sześciu) armat.

Przelicznik – maszyna licząca pozwalająca uzyskać i przetworzyć dane do wykorzystania w automatyce lub sterowaniu.
Np. przelicznik artyleryjski, na podstawie danych o ruchu celu i danych balistycznych amunicji, wyznacza położenie lufy, rozwiązując zadanie spotkania pocisku z celem.
Z połączenia funkcji i zalet uniwersalnego komputera i przelicznika powstała rodzina komputerów GEO.

## Podział
- ze względu na technologię
  - mechaniczne
  - elektromechaniczne
  - elektroniczne

- ze względu na postać informacji
  - analogowe
  - cyfrowe

- ze względu na automatyzację
  - półautomatyczne
  - automatyczne